# Anastomus oscitans
El picotenaza asiático (Anastomus oscitans) es una especie de ave ciconiforme de la familia Ciconiidae común en Indochina y en la India. No se reconocen subespecies y  fue descrito por el naturalista francés Georges-Louis Leclerc de Buffon en 1780 en su Histoire Naturelle des Oiseaux de un espécimen recolectado en Pondichery, India.